# Ada Smolnikar
Ada Smolnikar, slovenska telovadka, * 1935, Jesenice.
Ada Smolnikar je za Jugoslavijo nastopila na Poletnih olimpijskih igrah 1952 v Helsinkih, kjer je tekmovala v sedmih disciplinah, najboljši rezultat pa dosegla z osmim mestom ekipno na parterju.